# The Kilimanjaro Darkjazz Ensemble
The Kilimanjaro Darkjazz Ensemble — голландская группа, игравшая в жанре дарк-джаза, образованная в Утрехте, Нидерланды, в 1999 году. В состав группы входили Джейсон Конен, Гидеон Кирс, тромбонистка Хилари Джеффри, виолончелистка Нина Хитц, певица Шарлотта Сегарра, гитарист Элко Босман и скрипачка Сэди Андерсон. Группа больше не активна. Пришедший на смену действующий проект — The Mount Fuji Doomjazz Corporation.

## История
Конен и Кирс изначально сформировали группу, часто сокращенно называемую TKDE, как проект для озвучивания немых фильмов, таких как «Носферату» и «Метрополис» . Конен и Кирс знали друг друга по учёбе в Утрехтской школе искусств. В 2004 году состав проекта расширился: к нему присоединились британский тромбонист Джеффри и швейцарская виолончелистка Хитц. В составе квартета группа выпустила свой дебютный альбом. С тех пор к группе присоединились Сегарра и Босман в 2006 году и Андерсон в 2008 году.
В 2007 году был основан импровизационный сайд-проект The Mount Fuji Doomjazz Corporation.
В 2011 году группа выпустила свой альбом From the Stairwell, финансируемый за счет краудфандинга
В конце 2013 года группа распалась. Джейсон Конен подтвердил это на странице своего нового проекта в Facebook.

## Дискография
Студийные альбомы
- The Kilimanjaro Darkjazz Ensemble (2006, Planet Mu)
- Here Be Dragons (2009, Ad Noiseam, Denovali Records)
- From the Stairwell (2011, Denovali Records)

Концертные альбомы
- I Forsee The Dark Ahead, If I Stay (2011, Parallel Corners, Denovali Records)

EP
- Mutations (2009, Ad Noiseam, Denovali Records)

В 2016 году Denovali Records начала переиздание полного бэк-каталога группы.